# Fâneros
Fâneros, fâneros cutâneos ou faneras são as estruturas visíveis da pele. Compreendem os cabelos, pêlos e unhas.
Em casos de intoxicação por Arsênio, estas estruturas servem como sítio de deposição desta substância.